# Руф Фест Авиен
Постумий Руф Фест Авиен (лат. Postumius Festus Avienus) — древнеримский поэт, писатель и переводчик второй половины IV века, родом из Вольсиний (Этрурия). Представитель потомственной сенатской аристократии, проконсул Ахайи и Африки (годы неизвестны).
Завоевал известность своим бережным отношением к языческому культурному наследию.
Судя по сохранившимся трудам, к громко дебатировавшимся его современниками религиозным вопросам Авиен был совершенно равнодушен, хотя сам придерживался язычества. Кроме теперь потерянных произведений, ему принадлежал перифраз «Φαινόμενα» Арата, и два стихотворных перипла, из которых «Descriptio orbis terrae» состоит в перифразе географического стихотворения Дионисия Периэгета латинскими гекзаметрами, a «Ora maritima», написанная ямбами и дошедшая до нас только в отрывках, содержит драгоценный материал, почерпнутый из древних источников, хотя и искаженный позднейшими добавлениями.
Известны его труды «О небесных явлениях» и «Описание морского побережья» (от Бретани (Альбиона) до Понта Эвксинского), также сохранилось 700 строк об атлантическом побережье Галлии и Испании.
Жену Феста звали Плацидия, они имели несколько детей, в том числе сына по имени Плацидий. Среди предков Феста был Гай Музоний Руф — стоик эпохи Нерона и Веспасиана.

## Тексты и переводы
- Латинские тексты
- Сведения о Скифии и Кавказе. // ВДИ. 1949. № 4. С. 237—243.
- Авиен. / Пер. С. П. Кондратьева. // Античная география. М.: 1953. С. 324—337.
- В серии «Collection Budé»: Aviénus. Les Phénomènes d’Aratos. Texte établi et traduit par J. Soubiran. 2e tirage 2003. 400 p.